# Atractodes lapponicus
Atractodes lapponicus är en stekelart som beskrevs av Jussila 1979. Atractodes lapponicus ingår i släktet Atractodes och familjen brokparasitsteklar. Inga underarter finns listade.